# São Bento (kommun i Brasilien, Maranhão, lat -2,83, long -45,14)
São Bento är en kommun i Brasilien.   Den ligger i delstaten Maranhão, i den nordöstra delen av landet, 1 500 km norr om huvudstaden Brasília. Antalet invånare är 40 717.
Följande samhällen finns i São Bento:
- São Bento

Omgivningarna runt São Bento är en mosaik av jordbruksmark och naturlig växtlighet. Runt São Bento är det ganska tätbefolkat, med 70 invånare per kvadratkilometer.